# Sterling Macer Jr
 (signalé en mai 2025).
Si vous disposez d'ouvrages ou d'articles de référence ou si vous connaissez des sites web de qualité traitant du thème abordé ici, merci de compléter l'article en donnant les références utiles à sa vérifiabilité et en les liant à la section « Notes et références ».
- Archive Wikiwix
- Bing
- Cairn
- DuckDuckGo
- E. Universalis
- Gallica
- Google
- G. Books
- G. News
- G. Scholar
- Persée
- Qwant
- (zh) Baidu
- (ru) Yandex
- (wd) trouver des œuvres sur Wikidata

Sterling Macer Jr. est un acteur américain, né le 28 novembre 1963 à Moline en Illinois.

## Filmographie

### Cinéma
- 1989 : Nuit de la terreur : Barker
- 1993 : Dragon, l'histoire de Bruce Lee : Jerome Sprout
- 1998 : Vilaine : Détective Ritchie
- 2001 : Un gentleman en cavale : Agent Gradney
- 2020 : BAB : Milt
- 2020 : Double Down : Vincent
- 2022 : Là où chantent les écrevisses : Jumpin'

### Télévision
- 1990 : L'Enfer du devoir : un ami (1 épisode)
- 1990-1991 : Générations : Tyrell Dawson (9 épisodes)
- 1991-1992 : Homefront : Caporal Robert Davis (28 épisodes)
- 1993 : Star Trek : La Nouvelle Génération : Toq (1 épisode)
- 1993-1994 : Hearts of the West : Marcus St. Cloud (10 épisodes)
- 1994 : La Loi de La Nouvelle-Orléans : Joshua (1 épisode)
- 1995 : 77 Sunset Strip : Floyd Payton
- 1996 : La Bête : Mike Newcombe (2 épisodes)
- 1998 : Cracker (2 épisodes)
- 1998-2001 : New York Police Blues : Détective Kent et Détective Donaldson (2 épisodes)
- 1999 : Net Force : Colonel John Howard
- 2001 : Les Experts : Frank Damon (1 épisode)
- 2001 : For Love of Olivia : Curtis Gallagher
- 2003 : 24 Heures chrono : Député Raynes (2 épisodes)
- 2003 : JAG : Lieutenant Coontz (1 épisode)
- 2004 : Les Experts : Miami : Carl Tepper (1 épisode)
- 2004-2015 : NCIS : Enquêtes spéciales : Chris Hegarty (2 épisodes)
- 2006 : Veronica Mars : Oncle Rucker (1 épisode)
- 2007-2008 : Retour à Lincoln Heights : Officier Powell (7 épisodes)
- 2008 : Shark : Officier Lloyd Carpenter (1 épisode)
- 2009 : Raising the Bar : Justice à Manhattan : Détective Jackson (1 épisode)
- 2012 : NCIS : Los Angeles : Absalom Bakri (1 épisode)
- 2014 : Bones : Député Victor Stark (4 épisodes)
- 2015 : House of Lies (1 épisode)